# Microcalcarifera diplodonta
Microcalcarifera diplodonta är en fjärilsart som beskrevs av Turner 1904. Microcalcarifera diplodonta ingår i släktet Microcalcarifera och familjen mätare. Inga underarter finns listade i Catalogue of Life.